# Otra vez (álbum de MDO)
Otra Vez es un álbum de estudio de la boy band puertorriqueña MDO lanzado en 2005 por el sello discográfico OLE Music. Producido por Alejandro Jaén y grabado entre Miami y Puerto Rico, el disco reúne diez pistas que transitan entre baladas emocionales y canciones animadas, explorando fusiones de géneros como rock, ska y ritmos caribeños. La formación incluía a los integrantes Daniel Rodríguez, Elliot Suro, Lorenzo Duarte y Luis Montes.
La promoción del álbum incluyó una gira que abarcó varios países e incluyó presentaciones destacadas, además de un videoclip grabado en las estaciones del tren urbano de Puerto Rico. Comercialmente, Otra Vez tuvo una buena acogida, debutando en posiciones significativas en las listas latinas y alcanzando el segundo lugar en la Latin Pop Albums. Este éxito le otorgó al grupo discos de oro en Estados Unidos y México.
Ese mismo año, el sello OLE Music lanzó una edición especial que incluía ocho de las diez canciones del CD en versiones acústicas, además de un DVD con el EPK de Otra vez, dos videoclips y una galería de fotos.

## Producción y grabación
El álbum fue producido por Alejandro Jaén y grabado en estudios ubicados en Miami y Puerto Rico. La producción incluye una selección de diez pistas que exploran diferentes emociones y experiencias, destacándose baladas y canciones animadas. Entre los géneros trabajados se encuentran fusiones de rock, ska y ritmos caribeños, ampliando la diversidad musical del disco. El equipo de compositores incluye nombres como Rudy Pérez, Roberto Livi, Jorge Luis Piloto, Fernando Osorio, Juan Carlos Pérez Soto y Rayito, quienes colaboraron para crear letras y melodías llenas de sentimientos.

## Lanzamiento y promoción
El lanzamiento tuvo lugar el 25 de enero, y el CD fue publicado bajo el sello OLE MUSIC.
La promoción incluyó una extensa gira promocional que abarcó la República Dominicana, Honduras, Miami y Puerto Rico, con presentaciones destacadas como en el evento "Festi Juventud", junto a artistas como Shalim y Don Omar. Otras localidades visitadas por la gira incluyen El Salvador, Filadelfia, Nueva York, Los Ángeles y Washington D. C.. MDO adoptó un enfoque diferenciado en los espectáculos, incorporando instrumentos como la guitarra, tocados por algunos integrantes, y destacando las habilidades vocales de Luis Montes.

## Sencillos
Solo se lanzó un sencillo para promocionar el álbum, la canción "Otra vez". Lanzada en 2005, la canción apareció en dos de las listas de éxito de la revista Billboard: en la Hot Latin Tracks, donde alcanzó la posición número 10, y en la Latin Pop Airplay, donde logró la posición número 6 durante dos semanas consecutivas. La canción formó parte de la banda sonora de la telenovela Juana la virgen transmitida por Univisión Puerto Rico.  
El videoclip fue dirigido por el empresario y creador del grupo, Edgardo Díaz, y grabado durante dos días en las instalaciones del tren urbano en Puerto Rico. Las grabaciones se realizaron en varias estaciones como Cupey, Universidad y Jardines, destacando también obras públicas que adornan el espacio, incluyendo el mural "Mi Río Piedras" y los murales "Esporas" de Edgardo Rodríguez Luiggie y "Enpapelando la Ciudad" de Eric Shroeder Vivas. A diferencia de videoclips con narrativas, este prioriza la interpretación individual de los integrantes, sin una historia central, pero resaltando la presentación visual del grupo. Angie Cortés, finalista del concurso "Chica MDO", aparece en la grabación como invitada especial.

## Desempeño comercial
Comercialmente, el álbum también obtuvo éxito. El 12 de febrero de 2005, debutó en la lista musical Top Latin Albums de la revista Billboard, en la posición número 56. En algún momento, alcanzó como pico la posición número 12 en esta lista. En la lista Latin Pop Albums, logró la posición número 2.
En cuanto a los premios por las ventas del álbum, el CD fue galardonado con un disco de oro en los Estados Unidos. En México, recibieron el premio de manos de José Luis Rodríguez y María Inés Guerra en el programa Disco de oro de TV Azteca.

## Lista de canciones
| Otra vez |                         |                                                         |          |  |
| N.º      | Título                  | Escritor(es)                                            | Duración |  |
| 1.       | «Otra Vez»              | Y. Marrufo, S. Primera                                  |          |  |
| 2.       | «Para tu Olvido»        | W. Paz, A. Rayo Gibo                                    |          |  |
| 3.       | «Eso Es»                | F. Osorio, J.C. Perez Soto                              |          |  |
| 4.       | «Este Loco»             | W. Paz, R. Vergara                                      |          |  |
| 5.       | «La Voy a Buscar»       | R. Perez                                                |          |  |
| 6.       | «Si Tu No Estas»        | A. Jaen, E. Ender                                       |          |  |
| 7.       | «Al Menos Yo»           | Y. Marrufo, D. Sanz                                     |          |  |
| 8.       | «No Es Demasiado Tarde» | J.L. Piloto, M. Succetti                                |          |  |
| 9.       | «Maldita Luna»          | J. Diez, R. Vergara                                     |          |  |
| 10.      | «Ella»                  | Y. Marrufo, Jesus Hidalgo, Janio Hidalgo, Jamie Hidalgo |          |  |

| Onda Acústica (CD) |                         |                            |          |  |
| N.º                | Título                  | Escritor(es)               | Duración |  |
| 1.                 | «Este Loco»             | W. Paz, R. Vergara         | 3:43     |  |
| 2.                 | «Lo Que Juramos»        |                            | 3:03     |  |
| 3.                 | «Otra Vez»              | Y. Marrufo, S. Primera     | 3:53     |  |
| 4.                 | «Maldita Luna»          | J. Diez, R. Vergara        | 4:03     |  |
| 5.                 | «La Voy a Buscar»       | R. Perez                   | 3:39     |  |
| 6.                 | «Al Menos Yo»           | Y. Marrufo, D. Sanz        | 3:27     |  |
| 7.                 | «Para Tu Olvido»        | W. Paz, A. Rayo Gibo       | 4:42     |  |
| 8.                 | «Como Hago Sin Ti»      |                            | 4:42     |  |
| 9.                 | «No Es Demasiado Tarde» | J.L. Piloto, M. Succetti   | 3:56     |  |
| 10.                | «Eso Es»                | F. Osorio, J.C. Perez Soto | 3:40     |  |

| Onda Acústica (DVD) |                                |          |  |
| N.º                 | Título                         | Duración |  |
| 1.                  | «Al Menos Yo» (Music video)    | 3:29     |  |
| 2.                  | «Otra Vez» (Music video)       | 3:55     |  |
| 3.                  | «EPK "Otra Vez"» (Documentary) | 4:08     |  |
| 4.                  | «Photo Gallery»                |          |  |

## Posicionamiento en listas

### Semanales
| Lista musical (2005)                        | Mejor posición |
| ------------------------------------------- | -------------- |
| Estados Unidos (Billboard Top Latin Albums) | 12             |
| Estados Unidos (Billboard Latin Pop Albums) | 2              |
| Estados Unidos (Billboard Top Heatseekers)  | 22             |

## Certificaciones y ventas
| Región                     | Certificación | Ventas certificadas |
| -------------------------- | ------------- | ------------------- |
| Estados Unidos Puerto Rico | Oro           | 50 000^             |
| México                     | Oro           | 50 000^             |